# Râul Matarranya

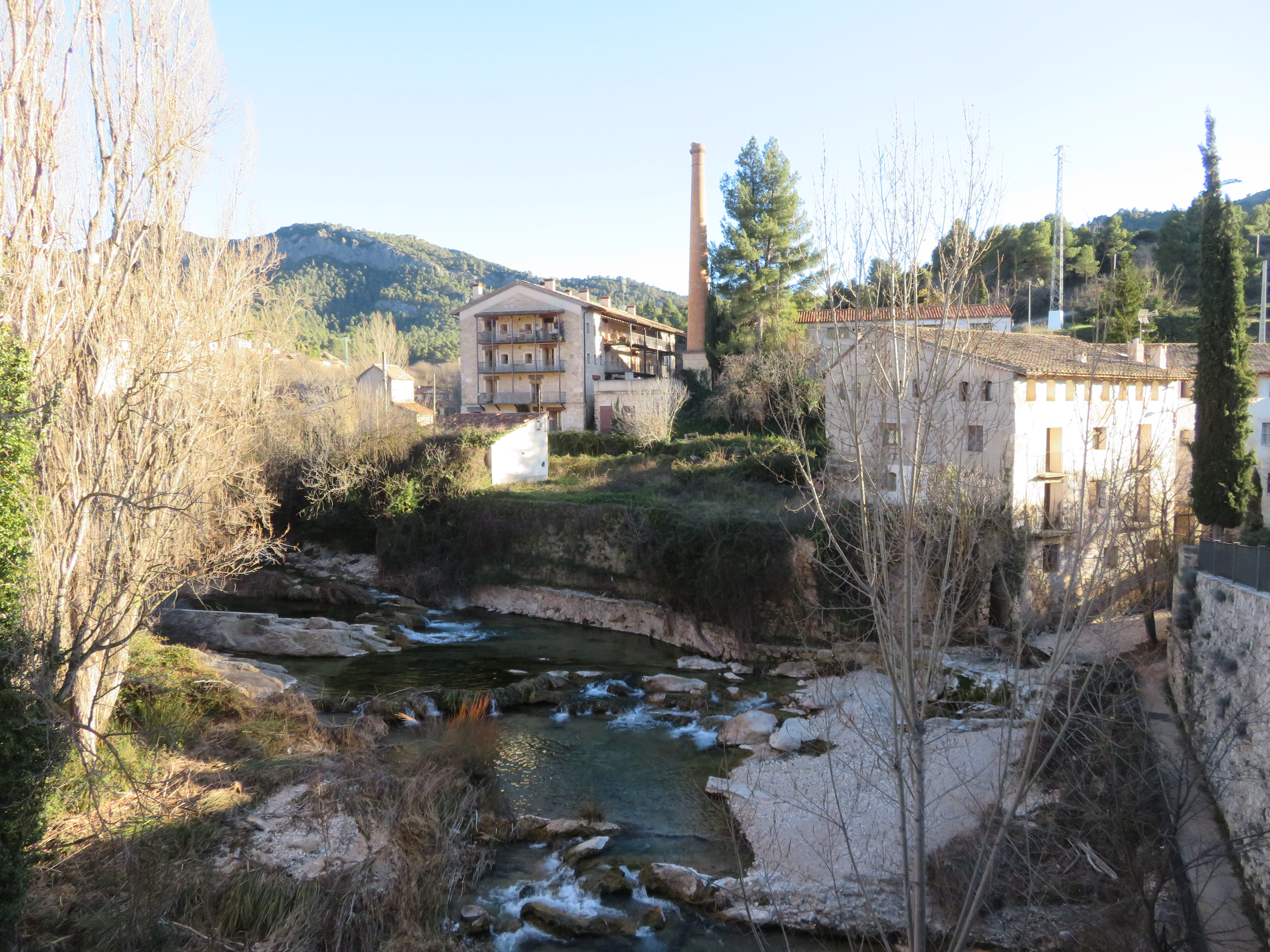
Râul Matarranya. Beceite

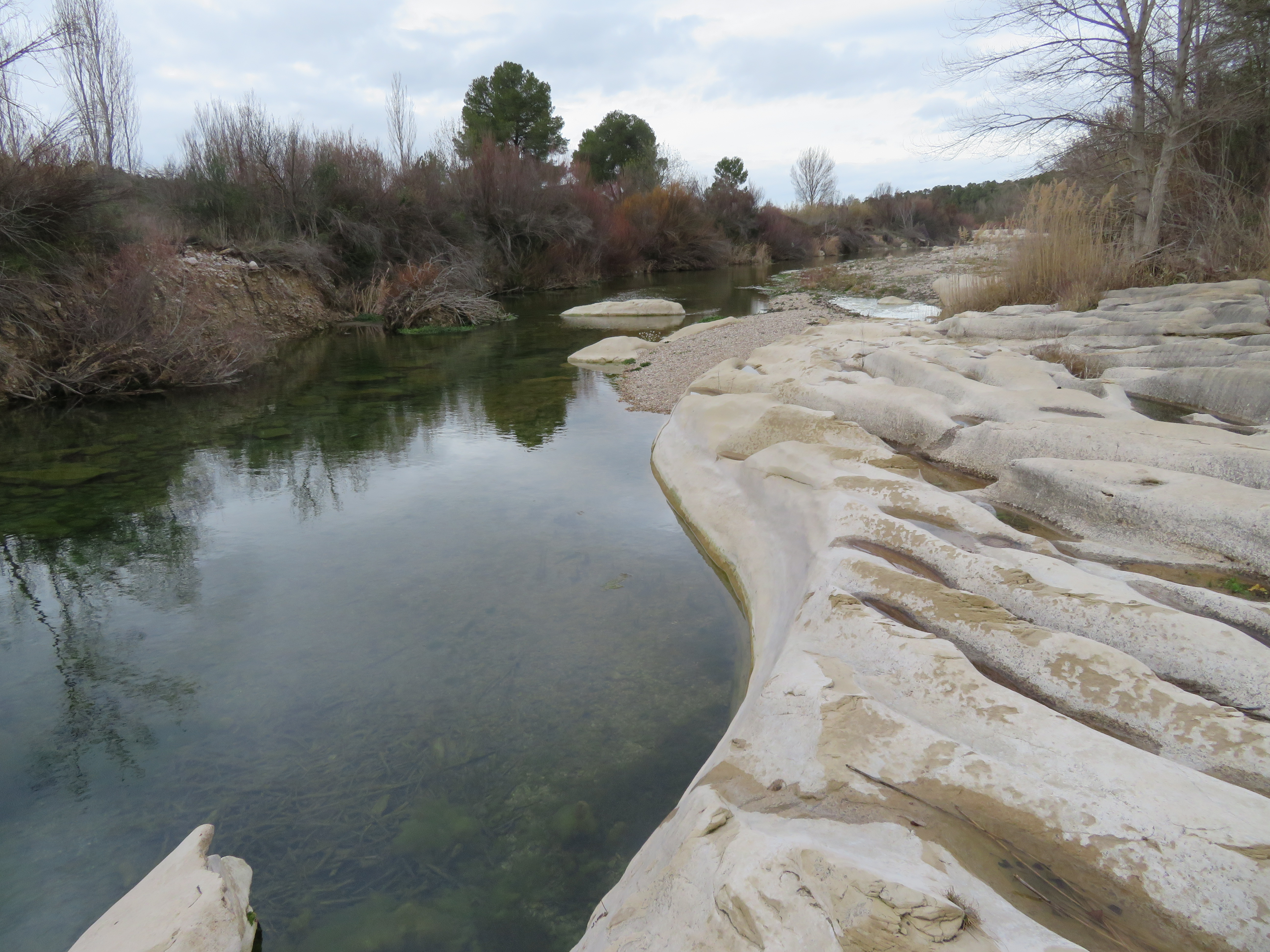
Râul Matarranya

Matarranya este un râu în Spania. Izvorăște din Ports de Tortosa-Beseit, masiv calcaros situat la limita nord-estică a munților Iberici și are o lungime de 97 km. Este afluent stânga al râului Ebru, la circa 4 km est de Faió.

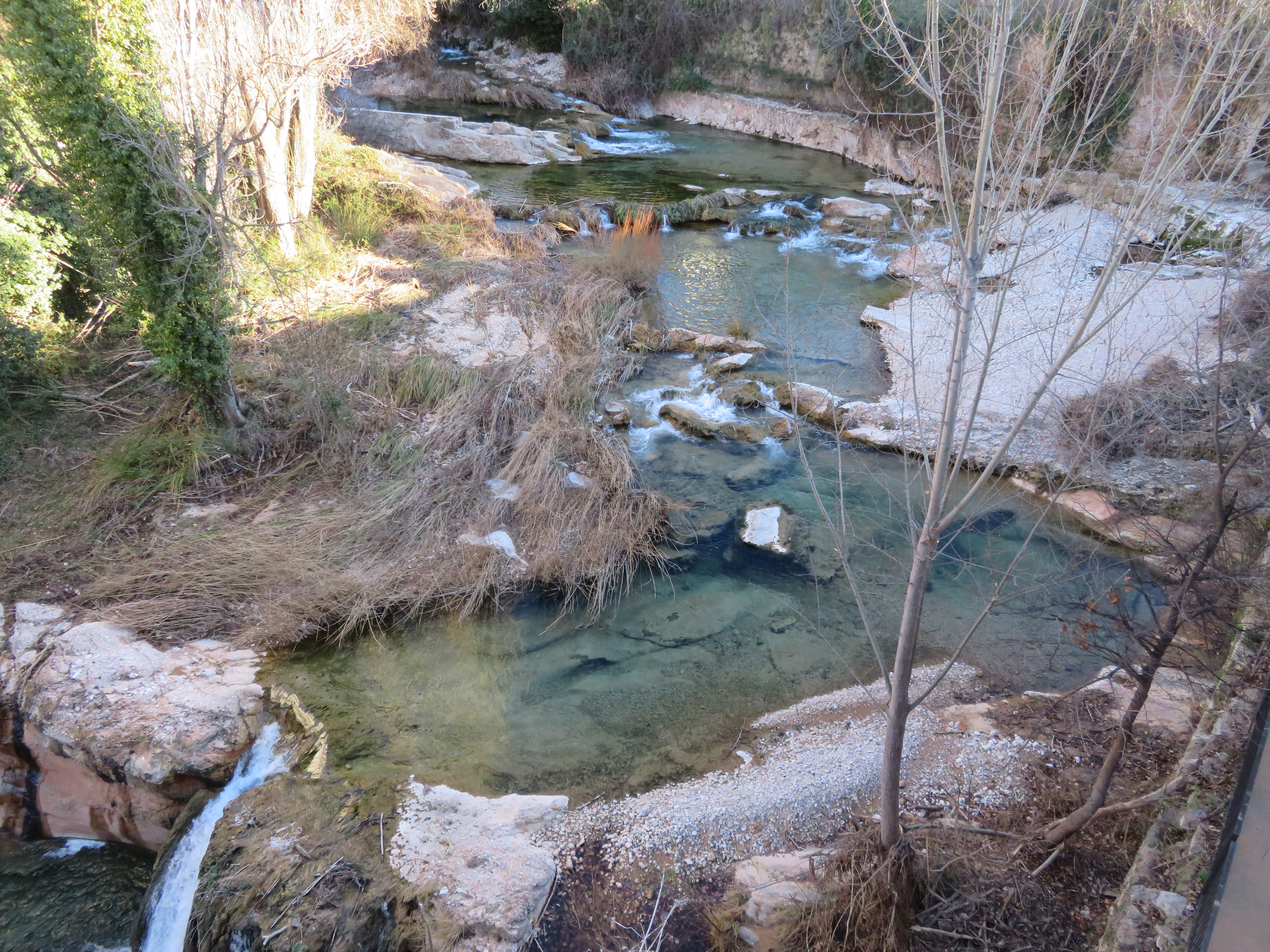
Râul Matarranya